# 火曜ドラマ (TBS)
『火曜ドラマ』（かようドラマ）は、2014年4月からTBSテレビ系列で、毎週火曜22:00 - 22:57（JST、以下略）に放送されているテレビドラマ放送枠およびその冠タイトル。略称『火ドラ』。

## 歴史
TBSでは火曜22時台は長期に亘ってバラエティ番組が放送され、2005年10月からはダウンタウンがメイン司会を務めてきた『リンカーン』（2005年10月 - 2013年9月）→『100秒博士アカデミー』（2013年10月 - 2014年3月）が放送されていたが、2014年春改編で『100秒博士アカデミー』が終了し、2014年4月から開始した『水曜日のダウンタウン』では水曜22時台での放送になったため、バラエティ移動で空いた火曜22時台にドラマが新設されることになった。この枠での1時間ドラマは1981年11月 - 1982年4月放送の海外ドラマ『探偵ハート&ハート』（第2シーズン）以来32年ぶりで、国産ではTBS開局以来初となる。TBSのゴールデン・プライム帯（19時 - 22時台）においては、火曜日に連続ドラマが放送されるのは火曜21時台に放送されていた『夏!デパート物語』（1995年7月期）が終了して以来19年ぶりとなり、22時台のドラマは連続ドラマと『金曜ドラマ』の2つになった。TBSは長きにわたったバラエティから連続ドラマに転向させる理由について、NHK総合テレビ「ドラマ10」および関西テレビ制作・フジテレビ系列「火曜10時枠連続ドラマ」と同じで「ドラマ好きな大人に向けたラインナップを組む」と説明している。
本枠は、第1作の『なるようになるさ。』（第2シリーズ）は男優が主演を務めていたが、第2作の『東京スカーレット〜警視庁NS係』より、以降の作品は一貫して女優が主演を務めていることから、20代 - 40代の女性層をターゲットとした作品を主力としている。これにより、TBSの男優の主演作に関しては、ドラマ看板である日曜劇場や金曜ドラマの方にシフトチェンジを図っている。
2014年4月に当放送が新設された当初は「職業もの」の作品を中心に制作していたが、2016年1月期に放送した中原アヤ作の漫画を原作とするラブコメディ『ダメな私に恋してください』がF1層（20歳 - 34歳の女性）、F2層（35歳 - 49歳の女性）の視聴者に受け入れられたことを契機に方向性を転換し、「女性向けの恋愛ドラマ」作品を中心に制作するようになり、『重版出来!』（2016年4月期）と『義母と娘のブルース』（2018年7月期）を除いてすべてラブストーリーの作品を制作している。「週の前半の夜にOLさんや主婦の方が見やすい」作品として、「ダメ恋」以降は『カルテット』（2017年1月期）、『監獄のお姫さま』（2017年10月期）を除いてすべて漫画や小説を原作としていたが、近年は『おカネの切れ目が恋のはじまり』（2020年9月放送）、『この恋あたためますか』（2020年10月期）、『オー!マイ・ボス!恋は別冊で』（2021年1月期）、『着飾る恋には理由があって』（2021年4月期）と脚本家オリジナルのドラマが多い傾向にあり、2022年は『ファイトソング』（2022年1月期）『持続可能な恋ですか?〜父と娘の結婚行進曲〜』(2022年4月期)『ユニコーンに乗って』（2022年7月期）『君の花になる』（2022年10月期）と設立以来初めて年間を通してオリジナル作品が続いた。
2016年10月期『逃げるは恥だが役に立つ』が最終回視聴率で20.8％を記録（ビデオリサーチ調べ、関東地区・世帯・リアルタイム）してヒット作品となったのに続き、2017年に入ってからも話題性のある作品が続いている。本枠のヒットの影響から、前述した他局の火曜22時台は放送を移動している。近年は世帯平均視聴率ではなく、火曜ドラマと同時期に導入されたTVer（在京民放キー局5社による共同運営）・U-NEXT（TBS・テレビ東京・WOWOW・U-NEXT HOLDINGSなどによる共同運営）による見逃し配信の再生回数や2020年からビデオリサーチが導入した個人視聴率を強く重視している。
2016年4月期の『重版出来!』からは、4月12日から20時57分 - 22時に拡大した直前番組『マツコの知らない世界』との接続が、ステブレレスに変更された。
2018年4月から2019年4月23日までの間の月曜日 - 木曜日に限り、本ドラマをはじめとする22時開始番組の終了時刻を従前の22時54分から23時7分に繰り下げ、67分に変更されたが、現在は22時57分終了に変更された。
2021年10月期からは長年火曜日に編成されていた関西テレビ制作・フジテレビ系列の連続ドラマ枠が月曜22時台に移動したことにより、民放での火曜日のゴールデン・プライムタイムの連続ドラマでは一時的に当枠のみとなっていたが、2022年度からNHK総合の「ドラマ10」が火曜日に復帰、かつ22時45分 - 23時に23時台のネオプライムを含めると16年ぶりとなる夜の帯ドラマ枠「夜ドラ」が新設されてドラマ2枠体制で臨むため、競合関係が復活することになる。2022年10月期からは、テレビ朝日制作の連続ドラマが火曜21時台に設定されるため、民放での火曜日の連続ドラマは2つに増えた。さらに、2024年10月期からは、フジテレビ火曜9時枠の連続ドラマが復活するため、民放での火曜日のプライムタイムの連続ドラマ枠は、3枠体制になる。
2021年は、本枠で初めてフジサンケイグループの共同テレビジョン（共テレ）による制作だった『プロミス・シンデレラ』以外はTBSスパークルによる制作だったが、2022年にTBSの自社制作作品として『持続可能な恋ですか？〜父と娘の結婚行進曲〜』『君の花になる』と相次いで制作された。
連続ドラマ開始からの主演は多い順に深田恭子（4回）、次に波瑠、上白石萌音、二階堂ふみ、多部未華子、清原果耶（2回）であり、その他の連続ドラマでの主演経験者は連続ドラマでの初主演止まりとなっている。
主題歌担当の多い順はあいみょんと星野源（3回）、次にSuperfly（2回）である。

## 作品リスト
以下の制作会社記号が記載されていない作品はTBSの自社制作。
- DM→SP：ドリマックス・テレビジョン→TBSスパークル
- TE：東映
- MM：メディアミックス・ジャパン（MMJ）
- TH：東宝
- KF：ケイファクトリー
- KT：共同テレビジョン（共テレ）
- DT：大映テレビ

2024年1月期までは、全作品とも初回は放送時間を拡大して放送し、一部の作品に尽いては最終回も放送時間を拡大して放送していたが、2024年4月期以降の作品は初回および最終回でも放送時間の拡大は行わず、全話とも通常通りの時間で放送している。

### 2014年
『なるようになるさ。』（シーズン2）
4月22日 - 6月24日（全10回）
主演：舘ひろし
主題歌：指田郁也「hello」
制作協力：DM
『東京スカーレット〜警視庁NS係』
7月15日 - 9月9日（全9回）
主演：水川あさみ
オープニング・テーマ：wacci「リスタート」
主題歌：moumoon「I'm Scarlet」
制作：TE
『女はそれを許さない』
10月21日 - 12月23日（全10回）
主演：深田恭子、寺島しのぶ
主題歌：いきものがかり「GOLDEN GIRL」
制作：DM

### 2015年
『まっしろ』
1月13日 - 3月17日（全10回）
主演：堀北真希
主題歌：miwa「fighting-φ-girls」
『マザー・ゲーム〜彼女たちの階級〜』
4月14日 - 6月16日（全10回）
主演：木村文乃
主題歌：Superfly「Beautiful」
制作：DM
『ホテルコンシェルジュ』
7月7日 - 9月22日（全10回）
主演：西内まりや
主題歌：Honey L Days「デスペラード」
エンディングテーマ：ERIHIRO「Stars」
制作：MM
『結婚式の前日に』
10月13日 - 12月15日（全10回）
主演：香里奈
主題歌：安田レイ「あしたいろ」
制作：DM

### 2016年
『ダメな私に恋してください』
1月12日 - 3月15日（全10回）
原作：中原アヤ
主演：深田恭子
主題歌：aiko「もっと」
制作：TH
『重版出来!』
4月12日 - 6月14日（全10回）
原作：松田奈緒子
主演：黒木華
主題歌：UNICORN「エコー」
『せいせいするほど、愛してる』
7月12日 - 9月20日（全10回）
原作：北川みゆき
主演：武井咲
主題歌：松田聖子「薔薇のように咲いて 桜のように散って」
『逃げるは恥だが役に立つ』
10月11日 - 12月20日（全11回）
原作：海野つなみ『逃げるは恥だが役に立つ』
主演：新垣結衣
オープニングテーマ：チャラン・ポ・ランタン「進め、たまに逃げても」
主題歌：星野源「恋」
制作：連続ドラマはTBS自社制作、2021年放送のスペシャルはSP。

### 2017年
『カルテット』
1月17日 - 3月21日（全10回）
主演：松たか子
主題歌：Doughnuts Hole「おとなの掟」
『あなたのことはそれほど』
4月18日 - 6月20日（全10回）
原作：いくえみ綾
主演：波瑠
主題歌：神様、僕は気づいてしまった「CQCQ」
制作：DM
『カンナさーん!』
7月18日 - 9月19日（全10回）
原作：深谷かほる
主演：渡辺直美
主題歌：AI「キラキラ feat. カンナ」
制作：KF
『監獄のお姫さま』
10月17日 - 12月19日（全10回）
主演：小泉今日子
主題歌：安室奈美恵「Showtime」

### 2018年
『きみが心に棲みついた』
1月16日 - 3月20日（全10回）
原作：天堂きりん
主演：吉岡里帆
主題歌：E-girls「Pain, pain」
挿入歌：MONDO GROSSO「偽りのシンパシー feat. アイナ・ジ・エンド（BiSH）」
制作：DM
備考：この作品まで22:54終了。
『花のち晴れ〜花男 Next Season〜』
4月17日 - 6月26日（全11回）
原作：神尾葉子
主演：杉咲花
主題歌：King & Prince「シンデレラガール」
イメージソング：宇多田ヒカル「初恋」
備考：この作品から23:07終了。
『義母と娘のブルース』
7月10日 - 9月18日（全10回）
原作：桜沢鈴
主演：綾瀬はるか
主題歌：MISIA「アイノカタチ feat. HIDE（GReeeeN）」
『中学聖日記』
10月9日 - 12月18日（全11回）
原作：かわかみじゅんこ
主演：有村架純
主題歌：Uru「プロローグ」
制作：DM
備考：ドリマックス最後の連続ドラマ。

### 2019年
『初めて恋をした日に読む話』
1月15日 - 3月19日（全10回）
原作：持田あき
主演：深田恭子
主題歌：back number「HAPPY BIRTHDAY」
制作：KF
『わたし、定時で帰ります。』
4月16日 - 6月25日（全10回）
原作：朱野帰子
主演：吉高由里子
主題歌：Superfly「Ambitious」
制作：SP
備考：この作品の第2話まで23:07終了・第3話から22:57終了。
『Heaven?〜ご苦楽レストラン〜』
7月9日 - 9月10日（全10回）
原作：佐々木倫子『Heaven?』
主演：石原さとみ
主題歌：あいみょん「真夏の夜の匂いがする」
『G線上のあなたと私』
10月15日 - 12月17日（全10回）
原作：いくえみ綾
主演：波瑠
主題歌：緑黄色社会「sabotage」
制作：SP

### 2020年
『恋はつづくよどこまでも』
1月14日 - 3月17日（全10回）
原作：円城寺マキ
主演：上白石萌音
主題歌：Official髭男dism「I LOVE...」
制作：SP
『私の家政夫ナギサさん』
7月7日 - 9月1日（全9回）
原作：四ツ原フリコ
主演：多部未華子
主題歌：あいみょん「裸の心」
制作：SP
『おカネの切れ目が恋のはじまり』
9月15日 - 10月6日（全4回）
主演：松岡茉優
主題歌：Mr.Children「turn over?」
『この恋あたためますか』
10月20日 - 12月22日（全10回）
主演：森七菜
主題歌：SEKAI NO OWARI「silent」

### 2021年
『オー!マイ・ボス!恋は別冊で』
1月12日 - 3月16日（全10回）
主演：上白石萌音
主題歌：Kis-My-Ft2「Luv Bias」
制作：SP
『着飾る恋には理由があって』
4月20日 - 6月22日（全10回）
主演：川口春奈
主題歌：星野源「不思議」
制作：SP
『プロミス・シンデレラ』
7月13日 - 9月14日（全10回）
原作：橘オレコ
主演：二階堂ふみ
主題歌：LiSA「HADASHi NO STEP」
制作：KT
『婚姻届に判を捺しただけですが』
10月19日 - 12月21日（全10回）
原作：有生青春
主演：清野菜名
主題歌：あいみょん「ハート」
制作：SP

### 2022年
『ファイトソング』
1月11日 - 3月15日（全10回）
主演：清原果耶
主題歌：Perfume「Flow」
制作：SP
『持続可能な恋ですか?〜父と娘の結婚行進曲〜』
4月19日 - 6月21日（全10回）
主演：上野樹里
主題歌：幾田りら「レンズ」
『ユニコーンに乗って』
7月5日 - 9月6日（全10回）
主演：永野芽郁
主題歌：DISH//「しわくちゃな雲を抱いて」
制作：SP
『君の花になる』
10月18日 - 12月20日（全10回）
主演：本田翼
主題歌：8LOOM「君の花になる」

### 2023年
『夕暮れに、手をつなぐ』
1月17日 - 3月21日（全10回）
主演：広瀬すず
主題歌：ヨルシカ「アルジャーノン」
エンディングテーマ：King & Prince「Life goes on」
制作協力：KT
『王様に捧ぐ薬指』
4月18日 - 6月20日（全10回）
原作：わたなべ志穂
主演：橋本環奈
主題歌：Hey! Say! JUMP「DEAR MY LOVER」
挿入歌：Awesome City Club「アイオライト」
制作：SP
『18/40〜ふたりなら夢も恋も〜』
7月11日 - 9月12日（全10回）
主演：福原遥、深田恭子
主題歌：Ado「向日葵」
『マイ・セカンド・アオハル』
10月17日 - 12月19日（全10回）
主演：広瀬アリス
主題歌：なにわ男子「I Wish」
挿入歌：asmi「開青」
制作：SP

### 2024年
『Eye Love You』
1月23日 - 3月26日（全10回）
主演：二階堂ふみ
主題歌：Omoinotake「幾億光年」
『くるり〜誰が私と恋をした?〜』
4月9日 - 6月18日（全11回）
主演：生見愛瑠
主題歌：Da-iCE「I wonder」
制作：DT
『西園寺さんは家事をしない』
7月9日 - 9月17日（全11回）
原作：ひうらさとる
主演：松本若菜
主題歌：BUMP OF CHICKEN「strawberry」
制作：SP
『あのクズを殴ってやりたいんだ』
10月8日 - 12月10日（全10回）
主演：奈緒
主題歌：PEOPLE 1「メリバ」

### 2025年
『まどか26歳、研修医やってます!』
1月14日 - 3月18日（全10回）
原作：水谷緑
主演：芳根京子
主題歌：星野源「Eureka」
制作：SP
『対岸の家事〜これが、私の生きる道!〜』
4月1日 - 6月3日（全10回）
原作：朱野帰子『対岸の家事』
主演：多部未華子
主題歌：離婚伝説「紫陽花」
制作：SP
『初恋DOGs』
7月1日 - 9月2日（全10回）
原案：『DOG한 로맨스』
主演：清原果耶
主題歌：SEVENTEEN「愛が通り過ぎた跡」
制作：STUDIO DRAGON
『じゃあ、あんたが作ってみろよ』
10月 -
原作：谷口菜津子
主演：夏帆、竹内涼真

制作：SP

## 視聴率10傑
以下の数値はビデオリサーチ調べ、関東地区・世帯・リアルタイム。

### 平均視聴率10傑
| 順位 | タイトル                     | 放送年 | 平均視聴率 |
| ---- | ---------------------------- | ------ | ---------- |
| 1位  | 私の家政夫ナギサさん         | 2020年 | 15.1%      |
| 2位  | 逃げるは恥だが役に立つ       | 2016年 | 14.6%      |
| 3位  | 義母と娘のブルース           | 2018年 | 14.2%      |
| 4位  | オー!マイ・ボス!恋は別冊で   | 2021年 | 11.63%     |
| 5位  | 恋はつづくよどこまでも       | 2020年 | 11.58%     |
| 6位  | あなたのことはそれほど       | 2017年 | 11.2%      |
| 7位  | おカネの切れ目が恋のはじまり | 2020年 | 10.5%      |
| 8位  | カンナさーん!                | 2017年 | 10.1%      |
| 9位  | 婚姻届に判を捺しただけですが | 2021年 | 10.0%      |
| 10位 | わたし、定時で帰ります。     | 2019年 | 9.7%       |

### 最高視聴率10傑
| 順位 | タイトル                     | 放送年 | 最高視聴率 | 該当話           |
| ---- | ---------------------------- | ------ | ---------- | ---------------- |
| 1位  | 逃げるは恥だが役に立つ       | 2016年 | 20.8%      | 最終話（第11話） |
| 2位  | 私の家政夫ナギサさん         | 2020年 | 19.6%      | 最終話（第9話）  |
| 3位  | 義母と娘のブルース           | 2018年 | 19.2%      | 最終話（第10話） |
| 4位  | 恋はつづくよどこまでも       | 2020年 | 15.4%      | 最終話（第10話） |
| 5位  | あなたのことはそれほど       | 2017年 | 14.8%      | 最終話（第10話） |
| 6位  | オー!マイ・ボス!恋は別冊で   | 2021年 | 13.2%      | 最終話（第10話） |
| 7位  | カンナさーん!                | 2018年 | 12.6%      | 第2話            |
| 8位  | わたし、定時で帰ります。     | 2019年 | 12.5%      | 最終話（第10話） |
| 9位  | おカネの切れ目が恋のはじまり | 2020年 | 11.6%      | 第1話            |
| 10位 | この恋あたためますか         | 2020年 | 11.3%      | 最終話（第10話） |

## ネット局
当番組は、TBS系列28局全局のみで放送されているが、TBS系列のない地区の同系列外の放送局でも一部作品が遅れ番版ネットされている（後述）。
| 放送対象地域   | 放送局                    | 放送日時           | 備考       |
| -------------- | ------------------------- | ------------------ | ---------- |
| 関東広域圏     | TBSテレビ（TBS）          | 火曜 22:00 - 22:57 | 制作局     |
| 北海道         | 北海道放送（HBC）         | 火曜 22:00 - 22:57 | 同時ネット |
| 青森県         | 青森テレビ（ATV）         | 火曜 22:00 - 22:57 | 同時ネット |
| 岩手県         | IBC岩手放送（IBC）        | 火曜 22:00 - 22:57 | 同時ネット |
| 宮城県         | 東北放送（tbc）           | 火曜 22:00 - 22:57 | 同時ネット |
| 山形県         | テレビユー山形（TUY）     | 火曜 22:00 - 22:57 | 同時ネット |
| 福島県         | テレビユー福島（TUF）     | 火曜 22:00 - 22:57 | 同時ネット |
| 山梨県         | テレビ山梨（UTY）         | 火曜 22:00 - 22:57 | 同時ネット |
| 長野県         | 信越放送（SBC）           | 火曜 22:00 - 22:57 | 同時ネット |
| 新潟県         | 新潟放送（BSN）           | 火曜 22:00 - 22:57 | 同時ネット |
| 静岡県         | 静岡放送（SBS）           | 火曜 22:00 - 22:57 | 同時ネット |
| 富山県         | チューリップテレビ（TUT） | 火曜 22:00 - 22:57 | 同時ネット |
| 石川県         | 北陸放送（MRO）           | 火曜 22:00 - 22:57 | 同時ネット |
| 中京広域圏     | CBCテレビ（CBC）          | 火曜 22:00 - 22:57 | 同時ネット |
| 近畿広域圏     | 毎日放送（MBS）           | 火曜 22:00 - 22:57 | 同時ネット |
| 鳥取県・島根県 | 山陰放送（BSS）           | 火曜 22:00 - 22:57 | 同時ネット |
| 岡山県・香川県 | RSK山陽放送（RSK）        | 火曜 22:00 - 22:57 | 同時ネット |
| 広島県         | 中国放送（RCC）           | 火曜 22:00 - 22:57 | 同時ネット |
| 山口県         | テレビ山口（tys）         | 火曜 22:00 - 22:57 | 同時ネット |
| 愛媛県         | あいテレビ（itv）         | 火曜 22:00 - 22:57 | 同時ネット |
| 高知県         | テレビ高知（KUTV）        | 火曜 22:00 - 22:57 | 同時ネット |
| 福岡県         | RKB毎日放送（RKB）        | 火曜 22:00 - 22:57 | 同時ネット |
| 長崎県         | 長崎放送（NBC）           | 火曜 22:00 - 22:57 | 同時ネット |
| 熊本県         | 熊本放送（RKK）           | 火曜 22:00 - 22:57 | 同時ネット |
| 大分県         | 大分放送（OBS）           | 火曜 22:00 - 22:57 | 同時ネット |
| 宮崎県         | 宮崎放送（MRT）           | 火曜 22:00 - 22:57 | 同時ネット |
| 鹿児島県       | 南日本放送（MBC）         | 火曜 22:00 - 22:57 | 同時ネット |
| 沖縄県         | 琉球放送（RBC）           | 火曜 22:00 - 22:57 | 同時ネット |

一部作品を遅れで集中放送した実績のある局
- 秋田放送（ABS、秋田県・日本テレビ系列）不定期で放送[注 18]。
- 福井放送（FBC、日本テレビ系列・テレビ朝日系列）
- BS-TBS（日本全国）月曜から金曜午前9:59〜午前10:55に再放送される。

| 配信元 | 更新日時   | 備考                 |
| ------ | ---------- | -------------------- |
| Paravi | 火曜 23:00 | 定額制見放題         |
| TVer   | 火曜 23:00 | 最新話限定で無料配信 |
| GYAO!  | 水曜 10:00 | 最新話限定で無料配信 |